# 47. вечити дерби у фудбалу
47. вечити дерби у фудбалу је фудбалска утакмица одиграна у Београду 15. новембра 1970. године, између Црвене звезде и Партизана. Утакмица се завршила резултатом 1 : 2 (1 : 1) за Партизан.